# Cristofano Allori
Cristofano Allori (n. 17 octombrie 1577, Florența, Marele Ducat de Toscana – d. 1 aprilie 1621, Florența, Marele Ducat de Toscana) a fost un pictor italian din școala manieristă florentină târzie, care a pictat în special portrete și subiecte religioase. Allori s-a născut la Florența și a primit primele lecții de pictură de la tatăl său, Alessandro Allori, dar, nemulțumit de desenul anatomic dur și de coloritul rece al acestuia din urmă, a intrat în atelierul lui Gregorio Pagani⁠(d), care a fost unul dintre liderii școlii florentine târzii, care a căutat să unească coloritul bogat al venețienilor cu atenția florentină pentru desen. Se pare că Allori a lucrat, de asemenea, cu Cigoli⁠(d).
Când era încă tânăr, a devenit portretist de curte pentru familia Medici, deși multe dintre comenzile sale erau replici ale unor portrete realizate de predecesorul său Bronzino sau aveau participarea altora.
Tablourile sale se remarcă prin apropierea de natură și prin delicatețea și perfecțiunea tehnică a execuției. Măiestria sa tehnică este demonstrată de faptul că mai multe copii pe care le-a făcut după operele lui Correggio au fost considerate a fi duplicate de Correggio însuși. Pretenția sa extremă a limitat numărul lucrărilor sale. Mai multe exemple pot fi văzute la Florența și în alte părți.
Cea mai faimoasă lucrare a sa, atât în timpul vieții, cât și în prezent, este Iudith cu capul lui Holofernes. Ea există în cel puțin două versiuni ale lui Allori, dintre care cea mai importantă este probabil cea din British Royal Collection, datată 1613, cu diferite Pentimenti⁠(d). O versiune din 1620 în Palazzo Pitti din Florența este cea mai cunoscută și există mai multe copii de atelier și realizate de alte persoane. Potrivit biografiei aproape contemporane a lui Filippo Baldinucci⁠(d), modelul pentru Iudith a fost fosta sa amantă, frumoasa „La Mazzafirra” (care este reprezentată și în Magdalena), capul lui Holofernes este un autoportret, iar slujnica este mama lui "La Mazzafirra".

## Galerie

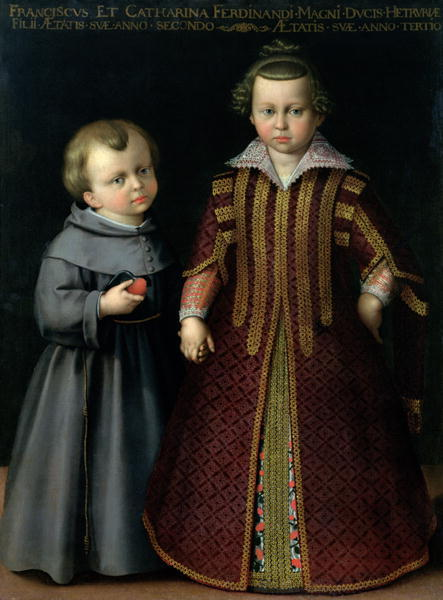
Francesco și Caterina Medici, c. 1598
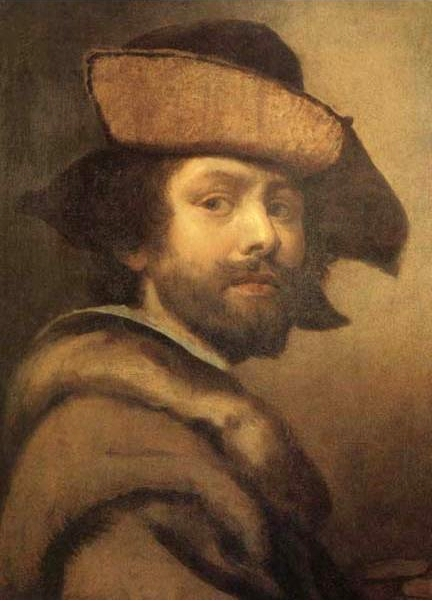
Autoportret, 1606
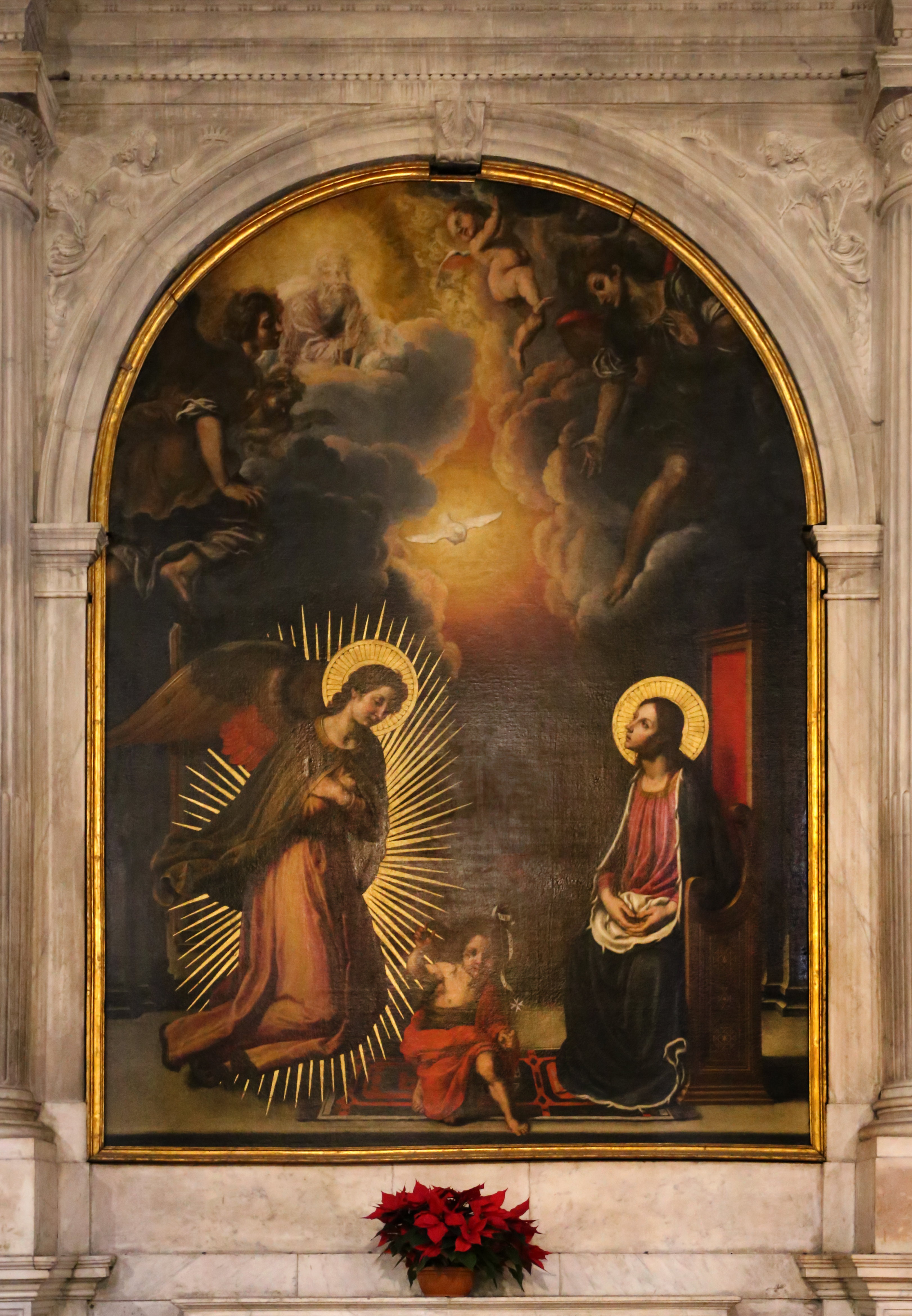
Buna Vestire, Catedrala Pistoia⁠(d)
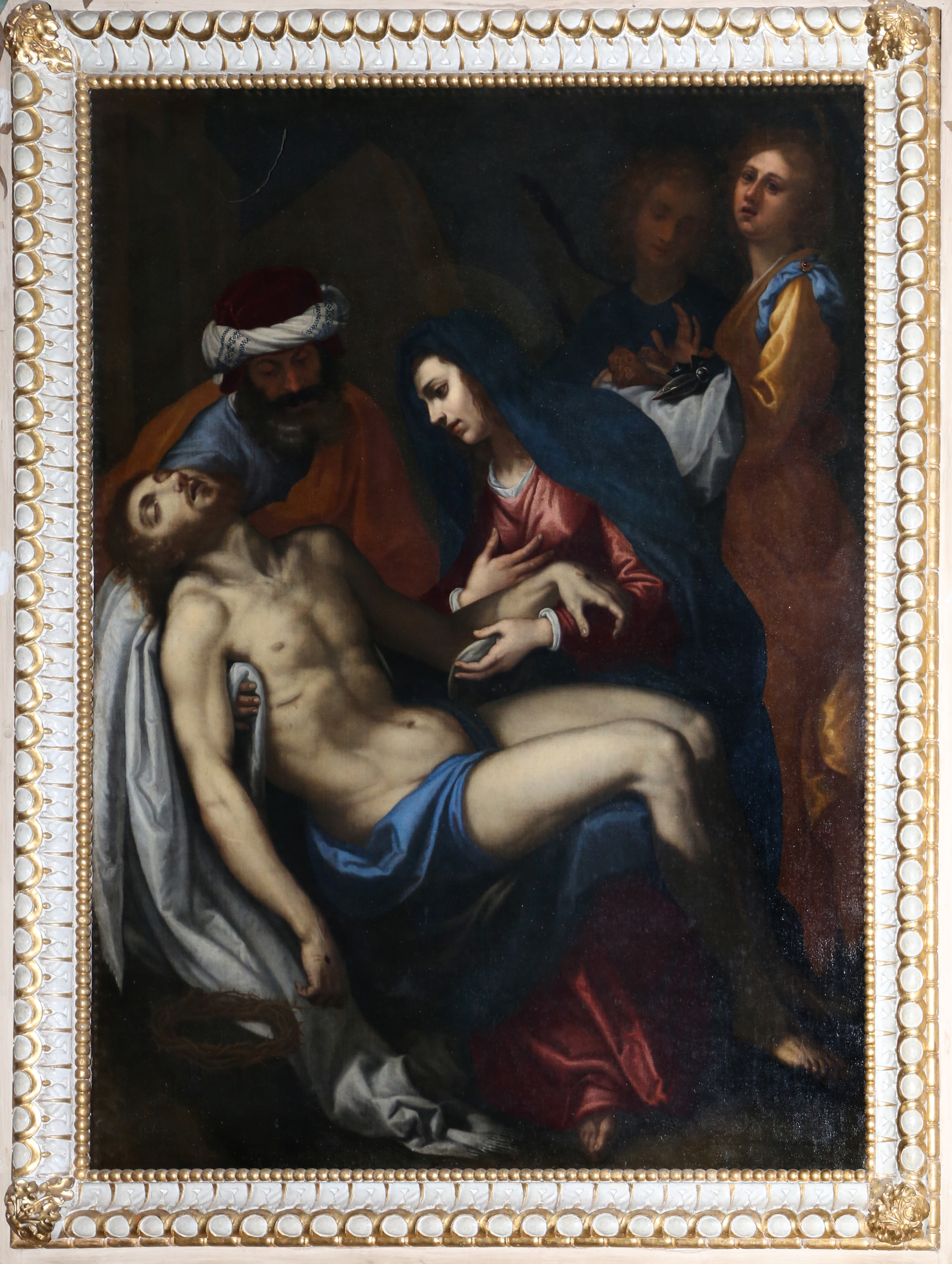
Pietate, pe la 1600
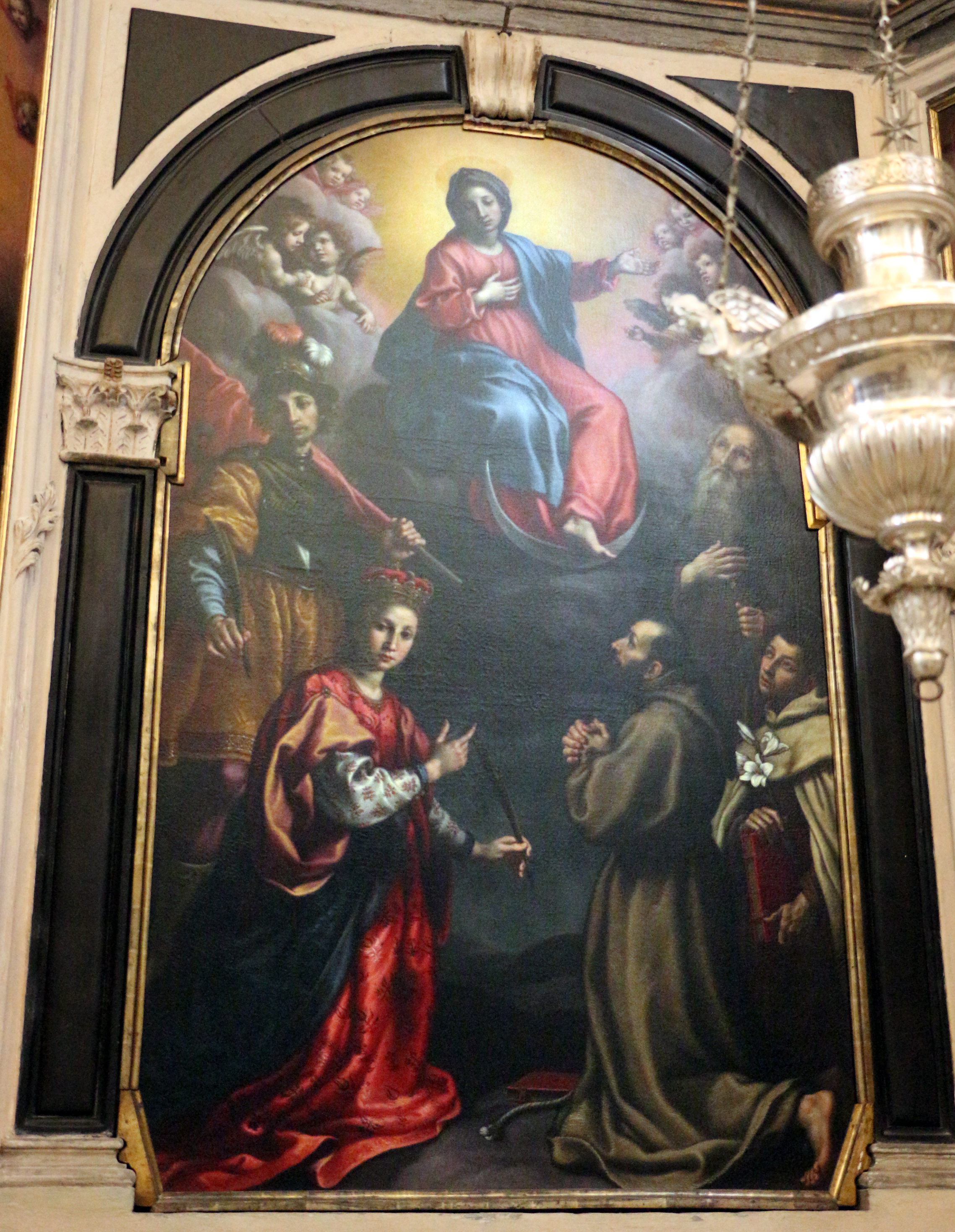
Fecioară și sfinți
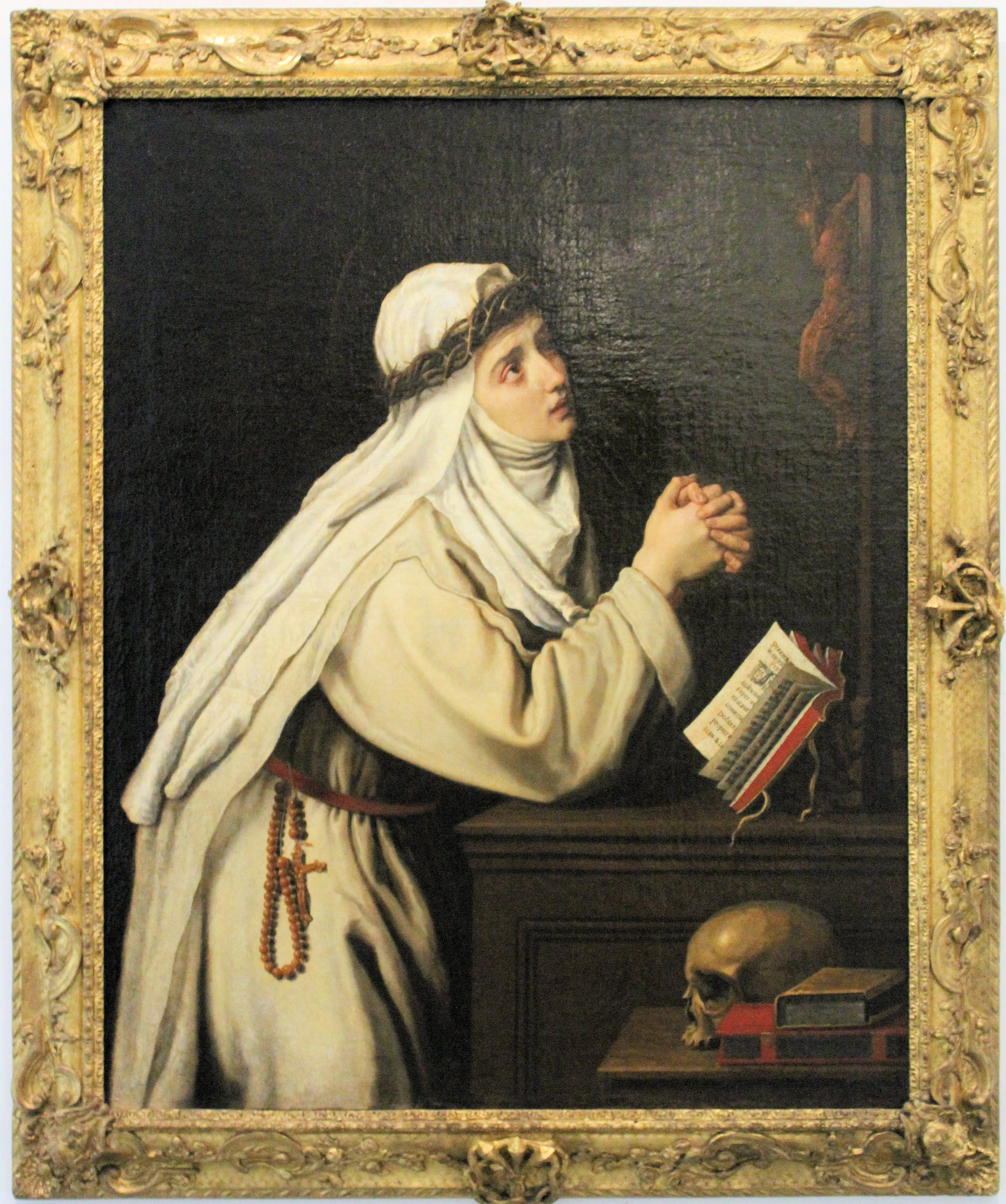
Sfânta Ecaterina de Siena . Muzeul departamental al Oisei⁠(d) .